# Born Unicorn
Born Unicorn, född 3 mars 2014 i Vomb i Skånes län, är en svensk varmblodig travhäst. Han ägs av Eagles Rising AB, och har genom karriären tränats av bl.a Stefan Melander och Daniel Redén. I merparten av starterna för Redén har hästen körts av Örjan Kihlström. 
Born Unicorn inledde karriären i mars 2017 och var obesegrad i sina tre första felfria starter. Han sprang under karriären in nära tre miljoner kronor på 69 starter varav 17 segrar, 10 andraplatser och 5 tredjeplatser. Han tog karriärens mest penningstinna seger i Silverdivisionens final (2021). Han har även segrat i ett kvalificeringslopp till Paralympiatravet (2022), Juliloppet (2017) och Cood as Golds Derbyminne.
Oktober 2023 meddelade hästens ena delägare att valacken slutar tävla och blir pensionär.